# Boris Becker
Boris Franz Becker (Leimen, Alemanya Occidental, 22 de novembre de 1967) és un extennista alemany que va arribar a ocupar la primera posició del rànquing mundial. Va guanyar 6 títols de Grand Slam en individuals i l'or olímpic als Jocs Olímpics de Barcelona 1992 en dobles. Tot i estar retirat, manté el rècord del guanyador més jove del Grand Slam de Wimbledon amb 17 anys.

## Biografia

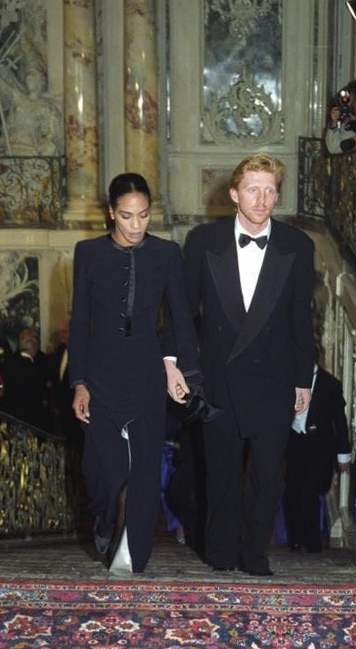
Becker i Barbara Feltus (1992)

Becker va néixer a Leimen, Alemanya Occidental, fill d'Elvira i Karl-Heinz Becker. El seu pare era arquitecte i va construir el club tennístic Blau-Weiss Tennisklub de Leimen, on va aprendre a jugar a tennis.
El 17 de desembre de 1993, Becker es va casar amb l'actriu i dissenyadora Barbara Feltus, filla de pare afroamericà i mare alemanya. Un mes després va néixer el seu fill Noah Gabriel, en reconeixement de dos grans amics seus Yannick Noah i Peter Gabriel. El seu segon fill, Elias, va néixer el 1999, i pocs mesos després van començar els tràmits de separació amb la seva dona. A principis de 2001 es va concedir el divorci, i la seva dona va aconseguir la custòdia dels fills, la propietat que tenien a Fisher Island i 14,4 milions de dòlars. Els seus problemes amb la justícia no van acabar aquí, ja que el febrer de 2001 va reconèixer la paternitat de la seva filla Anna (nascuda el 22 de març de 2000) fruit d'una breu relació sexual amb Angela Ermakova. Ja el 2007 va obtenir la custòdia conjunta de la seva filla després de veure amb preocupació com la seva mare la criava.
El 2008 va estar uns mesos compromès amb Alessandra Meyer-Wölden, filla d'un antic mànager que va tenir als anys 1990. A mitjans del 2009 es va casar amb la model neerlandesa Sharlely "Lilly" Kerssenberg a Sankt Moritz i posteriorment van anunciar que estaven esperant el naixement d'un fill, Amadeus Benedict Edley Luis Becker. Actualment resideix a Schwyz (Suïssa) amb la seva família.
Des del 2000, Becker és el responsable de la divisió de tennis de la marca Völkl Inc, fabricant de roba i raquetes de tennis.

## Torneigs de Grand Slam

### Individual: 10 (6−4)
| Resultat  | Núm. | Any  | Torneig               | Oponent       | Marcador                 |
| --------- | ---- | ---- | --------------------- | ------------- | ------------------------ |
| Guanyador | 1.   | 1985 | Wimbledon             | Kevin Curren  | 6−3, 6−7(4), 7−6(3), 6−4 |
| Guanyador | 2.   | 1986 | Wimbledon (2)         | Ivan Lendl    | 6−4, 6−3, 7−5            |
| Finalista | 1.   | 1988 | Wimbledon             | Stefan Edberg | 6−4, 6−7(2), 4−6, 2−6    |
| Guanyador | 3.   | 1989 | Wimbledon (3)         | Stefan Edberg | 6−0, 7−6(1), 6−4         |
| Guanyador | 4.   | 1989 | US Open               | Ivan Lendl    | 7−6(2), 1−6, 6−3, 7−6(4) |
| Finalista | 2.   | 1990 | Wimbledon (2)         | Stefan Edberg | 2−6, 2−6, 6−3, 6−3, 4−6  |
| Guanyador | 5.   | 1991 | Obert d'Austràlia     | Ivan Lendl    | 1−6, 6−4, 6−4, 6−4       |
| Finalista | 3.   | 1991 | Wimbledon (3)         | Michael Stich | 4−6, 6−7(4), 4−6         |
| Finalista | 4.   | 1995 | Wimbledon (4)         | Pete Sampras  | 7−6(5), 2−6, 4−6, 2−6    |
| Guanyador | 6.   | 1996 | Obert d'Austràlia (2) | Michael Chang | 6−2, 6−4, 2−6, 6−2       |

## Jocs Olímpics

### Dobles masculins
| Any  | Campionat                           | Parella       | Oponents                   | Resultat                 |
| ---- | ----------------------------------- | ------------- | -------------------------- | ------------------------ |
| 1992 | Jocs Olímpics, Barcelona, Catalunya | Michael Stich | Wayne Ferreira Piet Norval | 7−6(5), 4−6, 7−6(5), 6−3 |

## Carrera
Esdevingué professional el 1984 i guanyà el seu primer títol professional de dobles a Múnic el mateix any. El següent any va aconseguir el primer títol individual a Queens, i dues setmanes després, va esdevenir el primer tennista alemany i el primer jugador no cap de sèrie que va aconseguir el Grand Slam de Wimbledon individual. També va esdevenir el més jove en guanyar un Grand Slam, però Michael Chang li va treure aquest honor per quatre mesos guanyant el Roland Garros l'any 1989. El 1986 va defensar el títol guanyant clarament el número 1 Ivan Lendl i es va situar en el segon lloc del rànquing.
El 1987 no va aconseguir cap èxit important però si que es recorda un dels partits mítics del tennis, quan Becker va guanyar a John McEnroe en un partit de la Copa Davis del 1987, després de 6 hores i 22 minuts (no es jugaven tiebreaks en aquell moment). El 1988 va tornar a arribar a la final de Wimbledon però en aquesta ocasió va perdre davant Stefan Edberg, començant una de les històriques rivalitats del tennis. També va ajudar el seu país a guanyar la seva primera Copa Davis i va guanyar la Masters Grand Prix.

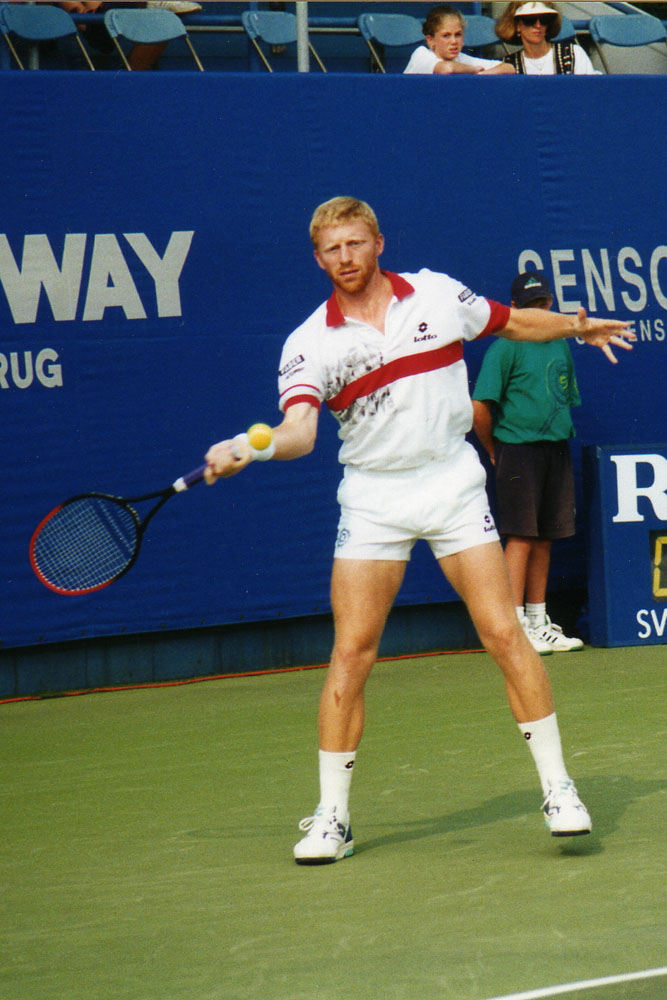
Becker a Cincinnati (1994)

El 1989 va guanyar dos títols de Grand Slam, Wimbledon i US Open davant Stefan Edberg i Ivan Lendl respectivament. També va ajudar a Alemanya Occidental a retenir el títol de Copa Davis. Amb aquests èxits fou nomenat el tennista de l'any, tanmateix, encara no va aconseguir arribar al número 1. El 1990 va tornar a coincidir amb Stefan Edberg a la final per tercera ocasió consecutiva, però va perdre. El 1991 va arribar a la final de l'Open d'Austràlia guanyant a Ivan Lendl i, finalment, va ser proclamat número 1 del rànquing mundial, que només va poder conservar durant dotze setmanes. Va tornar a arribar a la final de Wimbledon per quarta ocasió consecutiva, però va perdre davant el seu compatriota Michael Stich. Malgrat mantenir una gran rivalitat amb el seu compatriota a causa de la premsa alemanya, junts van aconseguir la medalla d'or en dobles als Jocs Olímpics de Barcelona. A final d'any va tornar a guanyar el ATP Tour World Championships.
L'any 1995 va tornar a ser finalista de Wimbledon, aquest cop va perdre davant Pete Sampras, però si va tornar a aconseguir el ATP Tour World Championships davant Chang. L'any següent va obtenir el seu darrer títol de Grand Slam, l'únic Open d'Austràlia, que va guanyar davant Chang.
Becker se sentia més còmode jugant en superfícies ràpides, especialment sobre moqueta i gespa. La seva principal arma era un gran servei, pel qual va rebre els sobrenoms de "Boom Boom", "Der Bomber" i "Baron von Slam". En terra batuda va aconseguir arribar a alguna final però mai va guanyar cap títol professional. Tanmateix, va arribar a semifinals del Roland Garros en tres ocasions i va aconseguir la medalla d'or de dobles en els Jocs Olímpics de 1992 en aquesta superfície. Durant gran part de la seva trajectòria es va mantenir en segona posició del rànquing mundial, generalment darrere Ivan Lendl, i només va estar en primera posició durant dotze setmanes el 1991. Va aconseguir un total de 49 títols individuals i 15 dobles. Cal destacar també les seves quatre victòries al torneig de Queens. Jugant per Alemanya Occidental va guanyar tots els torneigs en equips: dues Copes Davis (1988 i 1989), una Copa Hopman (1995) i dues Copes del món (1989 i 1998).
Com a reconeixement de la seva trajectòria, l'any 2003 fou admès en el International Tennis Hall of Fame. Ocasionalment juga el circuit de veterans i també realitza les funcions de comentarista en el torneig de Wimbledon per la BBC.

## Palmarès

### Individual: 77 (49−28)
| Llegenda                      |
| ----------------------------- |
| Grand Slams (6−4)             |
| Tennis Masters Cup (4−6)      |
| Grand Slam Cup (1−0)          |
| Super 9 (10−7)                |
| ATP Championship Series (9−5) |
| Grand Prix (19−6)             |

| Títols per superfície |
| --------------------- |
| Dura (16−6)           |
| Gespa (7−5)           |
| Terra batuda (0−6)    |
| Moqueta (26−11)       |

| Resultat  | Núm. | Data                   | Torneig                                     | Superfície   | Oponent                | Marcador                          |
| --------- | ---- | ---------------------- | ------------------------------------------- | ------------ | ---------------------- | --------------------------------- |
| Guanyador | 1.   | 10 de juny de 1985     | Queen's, Regne Unit                         | Gespa        | Johan Kriek            | 6−2, 6−3                          |
| Guanyador | 2.   | 24 de juny de 1985     | Wimbledon, Regne Unit                       | Gespa        | Kevin Curren           | 6−3, 6−7(4), 7−6(3), 6−4          |
| Guanyador | 3.   | 19 d'agost de 1985     | Cincinnati, Estats Units                    | Dura         | Mats Wilander          | 6−4, 6−2                          |
| Finalista | 1.   | 18 de novembre de 1985 | Wembley, Regne Unit                         | Moqueta      | Ivan Lendl             | 7−6(6), 3−6, 6−4, 4−6, 6−4        |
| Finalista | 2.   | 20 de gener de 1986    | Grand Prix Masters, Nova York, Estats Units | Moqueta (i)  | Ivan Lendl             | 2−6, 6−7(4), 3−6                  |
| Guanyador | 4.   | 24 de març de 1986     | Chicago, Estats Units                       | Moqueta (i)  | Ivan Lendl             | 7−6(5), 6−3                       |
| Finalista | 3.   | 14 d'abril de 1986     | WCT Finals, Dallas, Estats Units            | Moqueta (i)  | Anders Järryd          | 7−6(3), 1−6, 1−6, 4−6             |
| Guanyador | 5.   | 23 de juny de 1986     | Wimbledon (2)                               | Gespa        | Ivan Lendl             | 6−4, 6−3, 7−5                     |
| Finalista | 4.   | 11 d'agost de 1986     | Stratton Mountain, Estats Units             | Dura         | Ivan Lendl             | 4−6, 6−7(0)                       |
| Guanyador | 6.   | 11 d'agost de 1986     | Toronto, Canadà                             | Dura         | Stefan Edberg          | 6−4, 3−6, 6−3                     |
| Guanyador | 7.   | 13 d'octubre de 1986   | Sydney, Austràlia                           | Dura         | Ivan Lendl             | 3−6, 7−6(2), 6−2, 6−0             |
| Guanyador | 8.   | 20 d'octubre de 1986   | Tòquio, Japó                                | Moqueta (i)  | Stefan Edberg          | 7−6(5), 6−1                       |
| Guanyador | 9.   | 27 d'octubre de 1986   | París, França                               | Moqueta (i)  | Sergio Casal           | 6−4, 6−3, 7−6(3)                  |
| Finalista | 5.   | 8 de desembre de 1986  | Grand Prix Masters, Nova York (2)           | Moqueta (i)  | Ivan Lendl             | 4−6, 4−6, 4−6                     |
| Guanyador | 10.  | 16 de febrer de 1987   | Indian Wells, Estats Units                  | Dura         | Stefan Edberg          | 6−4, 6−4, 7−5                     |
| Guanyador | 11.  | 30 de març de 1987     | Milà, Itàlia                                | Moqueta (i)  | Miloslav Mecir         | 6−4, 6−3                          |
| Guanyador | 12.  | 8 de juny de 1987      | Queen's (2)                                 | Gespa        | Jimmy Connors          | 6−7(3), 6−3, 6−4                  |
| Finalista | 6.   | 24 d'agost de 1987     | Cincinnati                                  | Dura         | Stefan Edberg          | 4−6, 1−6                          |
| Guanyador | 13.  | 7 de març de 1988      | Indian Wells (2)                            | Dura         | Emilio Sánchez Vicario | 7−5, 6−4, 2−6, 6−4                |
| Guanyador | 14.  | 18 d'abril de 1988     | WCT Finals, Dallas                          | Moqueta (i)  | Stefan Edberg          | 6−4, 1−6, 7−5, 6−2                |
| Guanyador | 15.  | 6 de juny de 1988      | Queen's (3)                                 | Gespa        | Stefan Edberg          | 6−1, 3−6, 6−3                     |
| Finalista | 7.   | 4 de juliol de 1988    | Wimbledon                                   | Gespa        | Stefan Edberg          | 6−4, 6−7(2), 4−6, 2−6             |
| Guanyador | 16.  | 1 d'agost de 1988      | Indianàpolis, Estats Units                  | Dura         | John McEnroe           | 6−4, 6−2                          |
| Guanyador | 17.  | 18 d'octubre de 1988   | Tòquio                                      | Moqueta (i)  | John Fitzgerald        | 7−6(4), 6−4                       |
| Guanyador | 18.  | 31 d'octubre de 1988   | Estocolm, Suècia                            | Dura         | Peter Lundgren         | 6−4, 6−1, 6−1                     |
| Guanyador | 19.  | 12 de desembre de 1988 | Grand Prix Masters, Nova York               | Moqueta (i)  | Ivan Lendl             | 5−7, 7−6(5), 3−6, 6−2, 7−6(5)     |
| Guanyador | 20.  | 20 de febrer de 1989   | Milà (2)                                    | Moqueta (i)  | Aleksandr Vólkov       | 6−1, 6−2                          |
| Guanyador | 21.  | 27 de febrer de 1989   | Filadèlfia, Estats Units                    | Moqueta (i)  | Tim Mayotte            | 7−6(4), 6−1, 6−3                  |
| Finalista | 8.   | 30 d'abril de 1989     | Montecarlo, Mónaco                          | Terra batuda | Alberto Mancini        | 5−7, 6−2, 6−7(4), 5−7             |
| Guanyador | 22.  | 9 de juliol de 1989    | Wimbledon (3)                               | Gespa        | Stefan Edberg          | 6−0, 7−6(1), 6−4                  |
| Guanyador | 23.  | 10 de setembre de 1989 | US Open, Estats Units                       | Dura         | Ivan Lendl             | 7−6(2), 1−6, 6−3, 7−6(4)          |
| Guanyador | 24.  | 6 de novembre de 1989  | París (2)                                   | Moqueta (i)  | Stefan Edberg          | 6−4, 6−3, 6−3                     |
| Finalista | 9.   | 9 de desembre de 1989  | Grand Prix Masters, Nova York               | Moqueta (i)  | Stefan Edberg          | 6−4, 6−7(6), 3−6, 1−6             |
| Guanyador | 25.  | 19 de febrer de 1990   | Brussel·les, Bèlgica                        | Moqueta (i)  | Carl-Uwe Steeb         | 7−5, 6−2, 6−2                     |
| Guanyador | 26.  | 26 de febrer de 1990   | Stuttgart, Alemanya                         | Moqueta (i)  | Ivan Lendl             | 6−2, 6−2                          |
| Finalista | 10.  | 14 de maig de 1990     | Hamburg, Alemanya                           | Terra batuda | Joan Aguilera          | 1−6, 0−6, 6−7(7)                  |
| Finalista | 11.  | 18 de juny de 1990     | Queen's                                     | Gespa        | Ivan Lendl             | 3−6, 2−6                          |
| Finalista | 12.  | 9 de juliol de 1990    | Wimbledon (2)                               | Gespa        | Stefan Edberg          | 2−6, 2−6, 6−3, 6−3, 4−6           |
| Guanyador | 27.  | 20 d'agost de 1990     | Indianàpolis (2)                            | Dura         | Peter Lundgren         | 6−3, 6−4                          |
| Guanyador | 28.  | 8 d'octubre de 1990    | Sydney (2)                                  | Dura (i)     | Stefan Edberg          | 7−6(4), 6−4, 6−4                  |
| Finalista | 13.  | 15 d'octubre de 1990   | Tòquio                                      | Moqueta (i)  | Ivan Lendl             | 6−4, 3−6, 6−7(5)                  |
| Guanyador | 29.  | 22 d'octubre de 1990   | Estocolm (2)                                | Moqueta (i)  | Stefan Edberg          | 6−4, 6−0, 6−3                     |
| Finalista | 14.  | 5 de novembre de 1990  | París                                       | Moqueta (i)  | Stefan Edberg          | 3−3, retirada                     |
| Guanyador | 30.  | 27 de gener de 1991    | Open d'Austràlia, Austràlia                 | Dura         | Ivan Lendl             | 1−6, 6−4, 6−4, 6−4                |
| Finalista | 15.  | 29 d'abril de 1991     | Montecarlo (2)                              | Terra batuda | Sergi Bruguera         | 7−5, 4−6, 6−7(6), 6−7(4)          |
| Finalista | 16.  | 8 de juliol de 1991    | Wimbledon (3)                               | Gespa        | Michael Stich          | 4−6, 6−7(4), 4−6                  |
| Finalista | 17.  | 19 d'agost de 1991     | Indianàpolis                                | Dura         | Pete Sampras           | 6−7(2), 6−3, 3−6                  |
| Guanyador | 31.  | 28 d'octubre de 1991   | Estocolm (3)                                | Moqueta (i)  | Stefan Edberg          | 3−6, 6−4, 1−6, 6−2, 6−2           |
| Guanyador | 32.  | 10 de febrer de 1992   | Brussel·les (2)                             | Moqueta (i)  | Jim Courier            | 6−7(5), 2−6, 7−6(10), 7−6(5), 7−5 |
| Guanyador | 33.  | 2 de març de 1992      | Rotterdam, Països Baixos                    | Moqueta (i)  | Aleksandr Vólkov       | 7−6(9), 4−6, 6−2                  |
| Guanyador | 34.  | 5 d'octubre de 1992    | Basilea, Suïssa                             | Dura (i)     | Petr Korda             | 3−6, 6−3, 6−2, 6−4                |
| Guanyador | 35.  | 9 de novembre de 1992  | París (3)                                   | Moqueta (i)  | Guy Forget             | 7−6(3), 6−3, 3−6, 6−3             |
| Guanyador | 36.  | 23 de novembre de 1992 | Grand Prix Masters, Frankfurt, Alemanya     | Moqueta (i)  | Jim Courier            | 6−4, 6−3, 7−5                     |
| Guanyador | 37.  | 4 de gener de 1993     | Doha, Qatar                                 | Dura         | Goran Ivanišević       | 7−6(4), 4−6, 7−5                  |
| Guanyador | 38.  | 15 de febrer de 1993   | Milà (3)                                    | Moqueta (i)  | Sergi Bruguera         | 6−3, 6−3                          |
| Finalista | 18.  | 23 d'agost de 1993     | Indianàpolis (2)                            | Dura         | Jim Courier            | 5−7, 3−6                          |
| Guanyador | 39.  | 14 de febrer de 1994   | Milà (4)                                    | Moqueta (i)  | Petr Korda             | 6−2, 3−6, 6−3                     |
| Finalista | 19.  | 16 de maig de 1994     | Roma, Itàlia                                | Terra batuda | Pete Sampras           | 1−6, 2−6, 2−6                     |
| Guanyador | 40.  | 8 d'agost de 1994      | Los Angeles, Estats Units                   | Dura         | Mark Woodforde         | 6−2, 6−2                          |
| Guanyador | 41.  | 22 d'agost de 1994     | New Haven, Estats Units                     | Dura         | Marc Rosset            | 6−3, 7−5                          |
| Finalista | 20.  | 10 d'octubre de 1994   | Sydney                                      | Dura (i)     | Richard Krajicek       | 6−7(5), 6−7(7), 6−2, 3−6          |
| Guanyador | 42.  | 24 d'octubre de 1994   | Estocolm (4)                                | Moqueta (i)  | Goran Ivanišević       | 4−6, 6−4, 6−3, 7−6(4)             |
| Finalista | 21.  | 21 de novembre de 1994 | Grand Prix Masters, Frankfurt               | Moqueta (i)  | Pete Sampras           | 6−4, 3−6, 5−7, 4−6                |
| Guanyador | 43.  | 13 de febrer de 1995   | Marsella, França                            | Moqueta (i)  | Daniel Vacek           | 6−7(2), 6−4, 7−5                  |
| Finalista | 22.  | 20 de febrer de 1995   | Milà                                        | Moqueta (i)  | Ievgueni Kàfelnikov    | 5−7, 7−5, 6−7(6)                  |
| Finalista | 23.  | 30 d'abril de 1995     | Montecarlo (3)                              | Terra batuda | Thomas Muster          | 6−4, 7−5, 1−6, 6−7(6), 0−6        |
| Finalista | 24.  | 10 de juliol de 1995   | Wimbledon (4)                               | Gespa        | Pete Sampras           | 7−6(5), 2−6, 4−6, 2−6             |
| Finalista | 25.  | 6 de novembre de 1995  | París (2)                                   | Moqueta (i)  | Pete Sampras           | 6−7(5), 4−6, 4−6                  |
| Guanyador | 44.  | 20 de novembre de 1995 | Grand Prix Masters, Frankfurt (3)           | Moqueta (i)  | Michael Chang          | 7−6(3), 6−0, 7−6(5)               |
| Guanyador | 45.  | 28 de gener de 1991    | Open d'Austràlia (2)                        | Dura         | Michael Chang          | 6−2, 6−4, 2−6, 6−2                |
| Guanyador | 46.  | 17 de juny de 1996     | Queen's (4)                                 | Gespa        | Stefan Edberg          | 6−4, 7−6(3)                       |
| Guanyador | 47.  | 14 d'octubre de 1996   | Viena, Àustria                              | Moqueta (i)  | Jan Siemerink          | 6−4, 6−7(7), 6−2, 6−3             |
| Guanyador | 48.  | 28 d'octubre de 1996   | Stuttgart (2)                               | Moqueta (i)  | Pete Sampras           | 3−6, 6−3, 3−6, 6−3, 6−4           |
| Finalista | 26.  | 25 de novembre de 1996 | Grand Prix Masters, Hannover, Alemanya (3)  | Moqueta (i)  | Pete Sampras           | 6−3, 6−7(5), 6−7(4), 7−6(11), 4−6 |
| Guanyador | 49.  | 9 de desembre de 1996  | Grand Slam Cup, Múnic, Alemanya             | Moqueta (i)  | Goran Ivanišević       | 6−3, 6−4, 6−4                     |
| Finalista | 27.  | 13 de juliol de 1998   | Gstaad, Suïssa                              | Terra batuda | Àlex Corretja          | 6−7(5), 5−7, 3−6                  |
| Finalista | 28.  | 12 d'abril de 1999     | Hong Kong, Hong Kong                        | Dura         | Andre Agassi           | 7−6(4), 4−6, 4−6                  |

#### Períodes com a número 1
| Núm. | Precedit per  | Dates                   | Succeït per   | Setmanes | Acumulat |
| ---- | ------------- | ----------------------- | ------------- | -------- | -------- |
| 1.   | Stefan Edberg | 28/01/1991 − 17/02/1991 | Stefan Edberg | 3        | 3        |
| 2.   | Stefan Edberg | 08/07/1991 − 08/09/1991 | Stefan Edberg | 9        | 12       |

### Dobles masculins: 27 (15−12)
| Llegenda                      |
| ----------------------------- |
| Jocs Olímpics Or (1)          |
| Super 9 (2−2)                 |
| ATP Championship Series (2−1) |
| Grand Prix (10−9)             |

| Títols per superfície |
| --------------------- |
| Dura (5−5)            |
| Gespa (0−0)           |
| Terra batuda (3−5)    |
| Moqueta (7−2)         |

| Resultat  | Núm. | Data                   | Torneig                           | Superfície   | Parella              | Oponents                          | Marcador                 |
| --------- | ---- | ---------------------- | --------------------------------- | ------------ | -------------------- | --------------------------------- | ------------------------ |
| Guanyador | 1.   | 11 de juny de 1984     | Múnic, Alemanya                   | Terra batuda | Wojtek Fibak         | Eric Fromm Florin Segărceanu      | 6−4, 4−6, 6−1            |
| Finalista | 1.   | 18 de novembre de 1985 | Wembley, Regne Unit               | Moqueta      | Slobodan Živojinović | Guy Forget Anders Järryd          | 5−7, 6−4, 5−7            |
| Guanyador | 2.   | 24 de març de 1986     | Brussel·les, Bèlgica              | Moqueta      | Slobodan Živojinović | John Fitzgerald Tomáš Šmíd        | 7−6, 7−5                 |
| Finalista | 2.   | 12 de maig de 1986     | Forest Hills, Estats Units        | Terra batuda | Slobodan Živojinović | Hans Gildemeister Andrés Gómez    | 6−7, 6−7                 |
| Finalista | 3.   | 18 d'agost de 1986     | Toronto, Canadà                   | Dura         | Slobodan Živojinović | Chip Hooper Mike Leach            | 7−6, 3−6, 3−6            |
| Finalista | 4.   | 22 de setembre de 1986 | Hamburg, Alemanya                 | Terra batuda | Eric Jelen           | Sergio Casal Emilio Sánchez       | 4−6, 1−6                 |
| Guanyador | 3.   | 20 d'octubre de 1986   | Sydney, Austràlia                 | Dura (i)     | John Fitzgerald      | Peter McNamara Paul McNamee       | 6−4, 7−6                 |
| Guanyador | 4.   | 30 de març de 1987     | Brussel·les (2)                   | Moqueta      | Slobodan Živojinović | Chip Hooper Mike Leach            | 7−6, 7−6                 |
| Finalista | 5.   | 23 de febrer de 1987   | Indian Wells, Estats Units        | Dura         | Eric Jelen           | Guy Forget Yannick Noah           | 4−6, 6−7                 |
| Guanyador | 5.   | 6 d'abril de 1987      | Milà, Itàlia                      | Moqueta (i)  | Slobodan Živojinović | Sergio Casal Emilio Sánchez       | 3−6, 6−3, 6−4            |
| Finalista | 6.   | 19 d'octubre de 1987   | Sydney                            | Dura (i)     | Robert Seguso        | Darren Cahill Mark Kratzmann      | 3−6, 2−6                 |
| Guanyador | 6.   | 16 de novembre de 1987 | Frankfurt, Alemanya               | Moqueta (i)  | Patrik Kühnen        | Scott Davis David Pate            | 6−4, 6−2                 |
| Guanyador | 7.   | 22 de febrer de 1988   | Milà (2)                          | Moqueta (i)  | Eric Jelen           | Miloslav Mečíř Tomáš Šmíd         | 6−3, 6−3                 |
| Guanyador | 8.   | 7 de març de 1988      | Indian Wells                      | Dura         | Guy Forget           | Jorge Lozano Todd Witsken         | 6−4, 6−4                 |
| Finalista | 7.   | 24 d'octubre de 1988   | Tòquio, Japó                      | Moqueta (i)  | Eric Jelen           | Andrés Gómez Slobodan Živojinović | 5−7, 7−5, 3−6            |
| Finalista | 8.   | 15 de maig de 1989     | Hamburg (2)                       | Terra batuda | Eric Jelen           | Emilio Sánchez Javier Sánchez     | 4−6, 1−6                 |
| Guanyador | 9.   | 20 de maig de 1989     | Indian Wells (2)                  | Dura         | Jakob Hlasek         | Kevin Curren David Pate           | 7−6, 7−5                 |
| Guanyador | 10.  | 12 de març de 1990     | Indian Wells (3)                  | Dura         | Guy Forget           | Jim Grabb Patrick McEnroe         | 4−6, 6−4, 6−3            |
| Finalista | 9.   | 26 de març de 1990     | Miami, Estats Units               | Dura         | Cassio Motta         | Rick Leach Jim Pugh               | 4−6, 6−3, 3−6            |
| Finalista | 10.  | 15 d'abril de 1991     | Barcelona, Espanya                | Terra batuda | Eric Jelen           | Horacio de la Peña Diego Nargiso  | 6−3, 6−7, 4−6            |
| Guanyador | 11.  | 17 de febrer de 1992   | Brussel·les (3)                   | Moqueta      | John McEnroe         | Guy Forget Jakob Hlasek           | 6−3, 6−2                 |
| Guanyador | 12.  | 27 d'abril de 1992     | Montecarlo, Mònaco                | Terra batuda | Michael Stich        | Petr Korda Karel Nováček          | 6−4, 6−4                 |
| Guanyador | 13.  | 3 d'agost de 1992      | Jocs Olímpics, Barcelona, Espanya | Terra batuda | Michael Stich        | Wayne Ferreira Piet Norval        | 7−6(5), 4−6, 7−6(5), 6−3 |
| Guanyador | 14.  | 11 de gener de 1993    | Doha, Qatar                       | Dura         | Patrik Kühnen        | Shelby Cannon Scott Melville      | 6−2, 6−4                 |
| Finalista | 11.  | 2 de maig de 1994      | Múnic                             | Terra batuda | Petr Korda           | Ievgueni Kàfelnikov David Rikl    | 6−7, 5−7                 |
| Guanyador | 15.  | 20 de febrer de 1995   | Milà (3)                          | Moqueta      | Guy Forget           | Petr Korda Karel Nováček          | 6−2, 6−4                 |
| Finalista | 12.  | 29 de març de 1999     | Miami (2)                         | Dura         | Jan-Michael Gambill  | Wayne Black Sandon Stolle         | 1−6, 1−6                 |

### Equips: 4 (3−1)
| Resultat  | Núm. | Data                        | Torneig                                    | Superfície       | Equip                                         | Oponents                                                 | Marcador |
| --------- | ---- | --------------------------- | ------------------------------------------ | ---------------- | --------------------------------------------- | -------------------------------------------------------- | -------- |
| Finalista | 1.   | 20 − 22 de desembre de 1985 | Copa Davis, Múnic, Alemanya Occidental     | Moqueta (i)      | Andreas Maurer Hans Schwaier Michael Westphal | Stefan Edberg Anders Järryd Joakim Nyström Mats Wilander | 2−3      |
| Guanyador | 1.   | 16 − 18 de desembre de 1988 | Copa Davis, Göteborg, Suècia               | Terra batuda (i) | Eric Jelen Patrik Kuhnen Carl-Uwe Steeb       | Kent Carlsson Stefan Edberg Anders Järryd Mats Wilander  | 4−1      |
| Guanyador | 2.   | 15 − 17 de desembre de 1989 | Copa Davis, Stuttgart, Alemanya Occidental | Moqueta (i)      | Eric Jelen Patrik Kuhnen Carl-Uwe Steeb       | Stefan Edberg Jan Gunnarsson Anders Järryd Mats Wilander | 3−2      |
| Guanyador | 3.   | 7 de gener de 1995          | Copa Hopman, Perth, Austràlia              | Dura             | Anke Huber                                    | Natalia Medvedeva Andriy Medvedev                        | 2−0      |

## Trajectòria

### Individual
| Torneig | 1984        | 1985        | 1986        | 1987        | 1988 | 1989        | 1990        | 1991        | 1992  | 1993        | 1994        | 1995        | 1996  | 1997        | 1998        | 1999        | Títols    | V – D     |
| --- | ----------- | ----------- | ----------- | ----------- | ---- | ----------- | ----------- | ----------- | ----- | ----------- | ----------- | ----------- | ----- | ----------- | ----------- | ----------- | --------- | --------- |
| Open d'Austràlia | QF          | 2R          | NC          | 4R          | A    | 4R          | QF          | G           | 3R    | 1R          | A           | 1R          | G     | 1R          | A           | A           | 2 / 11    | 29 – 9    |
| Roland Garros | A           | 2R          | QF          | SF          | 4R   | SF          | 1R          | SF          | A     | 2R          | A           | 3R          | A     | A           | A           | A           | 0 / 9     | 26 – 9    |
| Wimbledon | 3R          | G           | G           | 2R          | F    | G           | F           | F           | QF    | SF          | SF          | F           | 3R    | QF          | A           | 4R          | 3 / 15    | 71 – 12   |
| US Open | A           | 4R          | SF          | 4R          | 2R   | G           | SF          | 3R          | 4R    | 4R          | 1R          | SF          | A     | A           | A           | A           | 1 / 11    | 37 – 10   |
| Jocs Olímpics | No celebrat | No celebrat | No celebrat | No celebrat | A    | No celebrat | No celebrat | No celebrat | 3R    | No celebrat | No celebrat | No celebrat | A     | No celebrat | No celebrat | No celebrat | 0 / 1     | 2 – 1     |
| Masters Cup | A           | F           | F           | RR          | G    | F           | SF          | RR          | G     | A           | F           | G           | F     | A           | A           | A           | 3 / 11    | 36 – 13   |
| Total Victòries−Derrotes | 11−11       | 57−19       | 69−13       | 53−15       | 56−9 | 64−8        | 71−15       | 50−12       | 52−15 | 41−20       | 49−17       | 54−18       | 42−14 | 19−11       | 15−10       | 10−6        | 713 – 214 | 713 – 214 |
| Rànquing a final d'any | 66          | 6           | 2           | 5           | 4    | 2           | 2           | 3           | 5     | 11          | 3           | 4           | 6     | 62          | 69          | 132         |           |           |
| Llegenda: G: Guanyador; F: Finalista; SF: Semifinalista; QF: Quarts de final; Q: Qualificació; A: Absent; RR: Round Robin; NC: No celebrat |             |             |             |             |      |             |             |             |       |             |             |             |       |             |             |             |           |           |

### Dobles masculins
| Open d'Austràlia | 2R          | QF          | NC          | 2R          | A    | 2R          | A           | 3R          | 1R    | A           | A           | A           | A   | 0 / 6     | 7 – 6     |
| Roland Garros | 1R          | A           | A           | A           | A    | A           | A           | A           | A     | A           | A           | A           | A   | 0 / 1     | 0 – 1     |
| Wimbledon | 1R          | 2R          | A           | A           | A    | A           | A           | A           | A     | A           | A           | A           | A   | 0 / 2     | 1 – 1     |
| US Open | A           | 2R          | A           | A           | A    | A           | A           | A           | A     | A           | A           | A           | A   | 0 / 1     | 0 – 1     |
| Jocs Olímpics | No celebrat | No celebrat | No celebrat | No celebrat | A    | No celebrat | No celebrat | No celebrat | G     | No celebrat | No celebrat | No celebrat | A   | 1 / 1     | 4 – 0     |
| Total Victòries−Derrotes | 13−8        | 22−16       | 35−12       | 25−7        | 19−3 | 17−7        | 21−9        | 15−10       | 19−10 | 16−9        | 9−10        | 17−9        | 5−6 | 254 – 136 | 254 – 136 |
| Rànquing a final d'any | 67          | 35          | 13          | 16          | 26   | 39          | 28          | 90          | 80    | 84          | 153         | 84          | 227 |           |           |
| Llegenda: G: Guanyador; F: Finalista; SF: Semifinalista; QF: Quarts de final; Q: Qualificació; A: Absent; RR: Round Robin; NC: No celebrat |             |             |             |             |      |             |             |             |       |             |             |             |     |           |           |

## Guardons
- Campió del món ITF (1989)
- Jugador de l'any ATP (1989)